# Gazownia przy ul. Grobla w Poznaniu

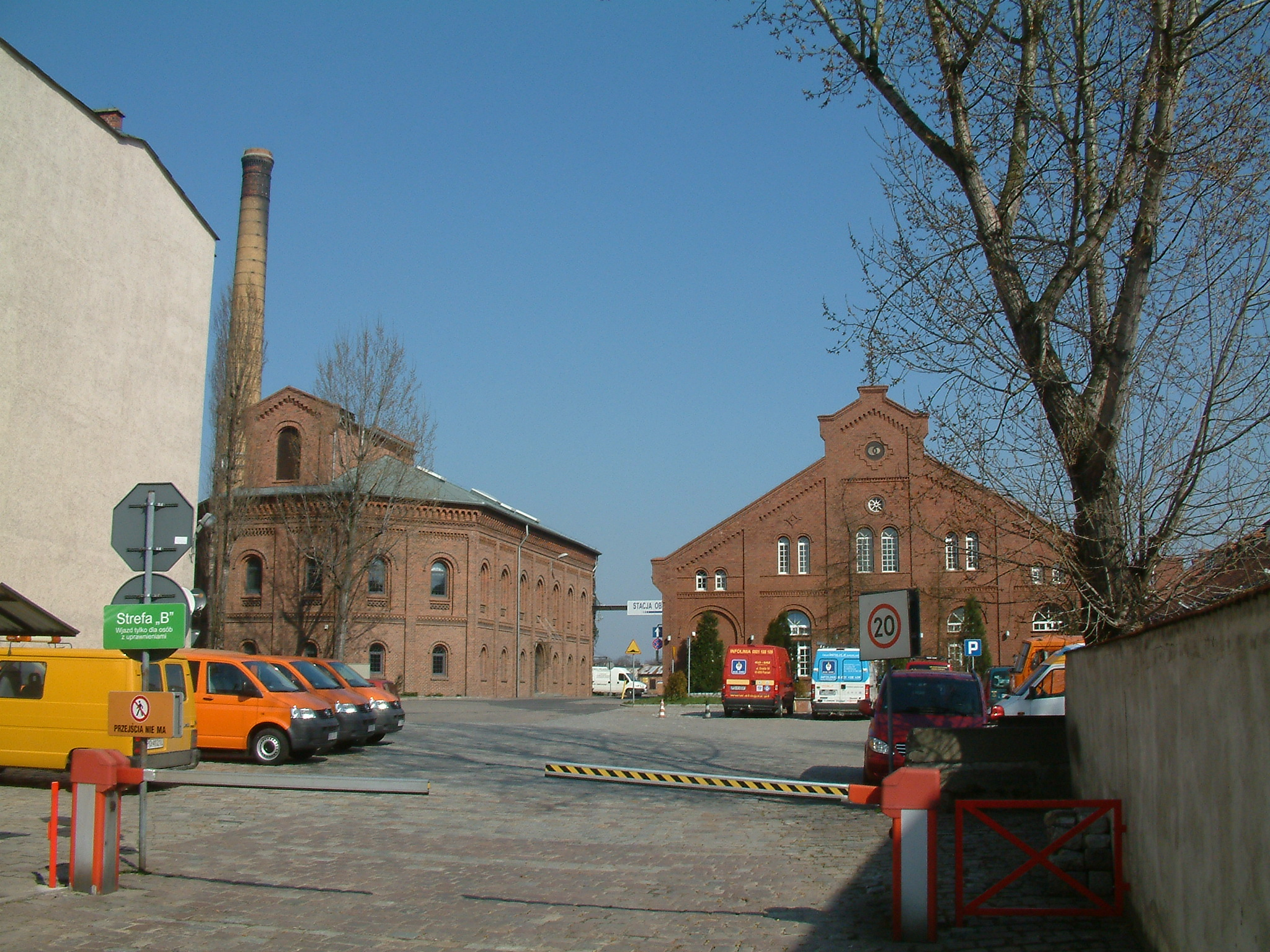
Widok z ul. Grobla

Gazownia przy ul. Grobla w Poznaniu, nazywana także Zakładami Siły, Światła i Wody – nieczynna gazownia miejska w Poznaniu zlokalizowana na dawnej warcianej wyspie Grobla. Pierwsze prace budowlane rozpoczęto w 1853 roku.

## Historia
Jej projektantem, na zlecenie nadburmistrza Eugena Naumanna był brytyjski architekt John Moore. Rozruch aparatury do produkcji gazu koksowniczego z węgla kamiennego nastąpił 14 listopada 1856, a pierwsze dostawy gazu zaopatrywały 414 miejskich latarni podłączonych do instalacji. Już po roku działalności gazownia zaopatrywała około 1500 odbiorców. Moor oszacował koszt budowy zakładu na 420 tys. marek, podczas gdy w rzeczywistości wydano około 720 tys. marek.
Węgiel początkowo dostarczany był z Anglii statkami do Szczecina, gdzie przeładowywano go na barki, które dostarczały go do gazowni, jednak po wybudowaniu linii kolejowej do Wrocławia węgiel zaczęto sprowadzać ze Śląska koleją. Zbudowano nawet specjalną bocznicę z Garbar przez Chwaliszewo, Czartorię na Groblę.
W latach 1876–1913 roczna produkcja gazu wzrosła z 2 do 13 milionów m³. Zatrudnienie zwiększyło się trzykrotnie. W 1914 zakład zaspokajał potrzeby około 24 000 odbiorców. Początkowo prężnie rozwijający się zakład na przełomie XIX i XX wieku przeżywał trudności związane z konkurencją energii elektrycznej, jednak po odzyskaniu przez Polskę niepodległości zakład ponownie zmodernizowano, prowadząc jednocześnie szeroko zakrojoną akcję reklamową. W wyniku tych działań 96% mieszkańców w 1939 roku korzystało z gazu wytwarzanego w miejskiej gazowni, a łączna długość sieci wynosiła 250 km.
W latach powojennych w budynkach gazowni działała pracownia architektoniczna Jana Cieślińskiego, w której zatrudnieni byli m.in. Jerzy Liśniewicz, Jan Węcławski, Adam Hahn i Zdzisław Podoski. Powstały tu projekty budynków mieszkalnych na Komandorii, Dębcu oraz w centrum miasta (ulice Wodna i Klasztorna). Z pracowni powstała późniejsza Dyrekcja Budowy Osiedli Robotniczych.
W 1966 uruchomiono drugą gazownię na Głównej, która została jednak wkrótce zdemontowana i sprzedana do Chin. Miało to związek z doprowadzeniem w 1970 roku do Poznania gazociągu dostarczającego gaz ziemny. Przejście na nowe paliwo, sprawiło, że po 117 latach działalności, w 1973 roku, wygaszono gazownię, a znajdujące się na jej terenie obiekty zaczęły pełnić funkcję dystrybucyjną.
Obecnie terenem zarządza Wielkopolska Spółka Gazownictwa Sp. z o.o., który stopniowo odnawia budynki starej gazowni.
Grobla wchodzi w skład zabytków i atrakcji trasy turystycznej Traktu Królewsko-Cesarskiego.